# Чемпионат Канады по кёрлингу среди женщин
Чемпионат Канады по кёрлингу среди женщин (англ. Scotties Tournament of Hearts, STOH, фр. Le Tournoi des Cœurs Scotties) — ежегодное соревнование канадских женских команд по кёрлингу.
Проводится с 1961 года. Организатором является Ассоциация кёрлинга Канады.
С чемпионата 2021 года в турнире принимают участие 18 команд: 14 команд, представляющих провинции и территории Канады, команда-победитель предыдущего чемпионата (как «команда Канады») и три лучшие команды в Системе Рейтинга Канадских Команд CTRS по результатам прошлого сезона (и не являющиеся чемпионами прошлого сезона). В канадских источниках (например) эти команды называют CTRS, то есть команды из Системы Рейтинга Канадских Команд - это предквалификационные команды, то есть они получают место на турнире до квалификации команд через чемпионаты провинций и территорий Канады.
С 2018 по 2020 годы в дополнение к чемпиону Канады и победителям провинций и территорий в чемпионатах участвовали команды «по приглашению» (уайлд-кард).
Победитель чемпионата получает право представлять Канаду в качестве женской сборной Канады на очередном чемпионате мира, а также (с 1985) выступать под этим названием на следующем чемпионате Канады. Победитель получает место на следующем турнире первым и становится сеяной командой.

## Формула соревнований
До 2017 года включительно на первом этапе 12 команд играли между собой по круговой системе в один круг. Четыре лучшие команды выходили во второй этап, плей-офф, где играли по системе Пейджа: две лучшие команды по итогам группового раунда проводили матч за прямое попадание в финал (плей-офф-1). 3-я и 4-я команды играли за выход в полуфинал (плей-офф-2). В полуфинале встречались проигравший в первом матче и победивший во втором. В финале золотые награды оспаривали победители плей-офф-1 и полуфинала. Бронзовые медали — в 2010—2017 разыгрывали проигравшие в полуфинале и в плей-офф-2, до 2010 и после 2017 получала команда, проигравшая в полуфинале.
С 2018 года до 2020 год на первом этапе 16 команд, разделённые на две группы (Pool A, Pool B) по 8 команд, играли между собой по круговой системе в один круг. Команды, занявшие в группах места с 1-го по 4-е, выходили в медальный групповой этап (Championship Pool), где играли по круговой системе (только с командами из другой группы, результаты игр с командами из своей группы идут в зачёт). Четыре лучшие команды из медального группового этапа выходили в плей-офф, где играли по системе Пейджа.
С 2021 года по 2023 год на первом этапе 18 команд, разделённые на две группы (Pool A, Pool B) по 9 команд, играли между собой по круговой системе в один круг. На следующем этапе команды, занявшие в группах места с 1-го по 3-е, выходили в плей-офф. В предварительных матчах плей-офф команды, занявшие 2-е и 3-е места в противоположных группах играли за право остаться на турнире - проигравший вылетал. По итогам основных матчей (четвертьфинала) проигравшие не покидали турнир - эти матчи нужны для ранжирования перед следующим этапом. На финальном этапе команды играли по системе Пейджа для четырёх команд.
С 2024 года 18 команд на первом (групповом) этапе команды, разделённые на две группы (Pool A, Pool B) по 9 команд, играют между собой по круговой системе в один круг (Round Robin). В случае одинакового количества побед, лучшая команда определяется по итогам личных встреч, а при равенстве личных встреч по показателю постановочных бросков. В следующий раунд выходят три лучшие команды. Следующий этап проводится по системе Пейджа. Сначала команды, занявшие первое и второе места в группах, встречаются с такими же командами из противоположной группы в матчах квалификации 1 vs 2. Победители этих матчей выходят в плей-офф 1 vs 2, а проигравшие играют против команд, занявших третьи места в группах, в матчах квалификации 3 vs 4. Далее, проигравшие в матчах квалификации 3 vs 4 покидают турнир, а победители играют матч плей-офф 3 vs 4. Победитель матча плей-офф 1 vs 2 выходит в финал, а у проигравшего остается шанс в полуфинале, где встречается с победителем плей-офф 3 vs 4. Победитель полуфинала становится вторым финалистом, где команды разыгрывают титул.

## История

### Начало
1913 год стал важным моментом в женском кёрлинге. Тогда и Manitoba Bonspiel, и Ontario Curling Association начали проводить соревнования по женскому кёрлингу. Другие провинции позже начали проводить провинциальные женские чемпионаты, но только в 1950-х годах женский кёрлинг вышел на более высокий уровень. Тогда время проходил Western Canada Women's Championship (спонсируемый T. Eaton Company), но турниров для восточных провинций не существовало. К 1959 году компания Eaton прекратила спонсорство, предоставив организаторам западных чемпионатов инициативу по проведению национального чемпионата.
В 1960 году совместно с Dominion Stores Ltd. была создана Canadian Ladies' Curling Association (Канадская женская ассоциация кёрлинга), искавшая спонсоров для национального чемпионата. В том же году проводился чемпионат Востока, чтобы победитель мог сыграть с победителем чемпионата Запада в пригласительном турнире. В этом турнире Ruth Smith и её команда из Лаколля (Квебек), встретилась с командой Joyce McKee из Саскачевана (состоящей из Сильвии Федорук, Donna Belding  и Muriel Coben), при этом McKee выиграла серию до двух побед со счетом 2-0. Игры проходили в городе Ошава (Онтарио).
В следующем году турнир был организован в том же формате, что и мужской чемпионат, и прошёл в городе Оттава. McKee вновь победила с новыми первым и вторым в лице Barbara MacNevin и Rosa McFee.

### Ранняя история
В 1967 году Dominion Stores не смогли прийти к компромиссу с организаторами турнира. Canadian Ladies' Curling Association провела турнир самостоятельно, без главного спонсора.
Сильвия Федорук после вступления на пост президента Canadian Ladies' Curling Association нашла титульного спонсора в лице Macdonald Tobacco Company, того же спонсора, что и мужской чемпионат. Спонсорство Macdonald Tobacco Company началось в 1972 году, тогда турнир был назван чемпионатом «Macdonald Lassie».
В 1979 году под растущим давлением антитабачной политики канадского правительства компания Macdonald Tobacco Company прекратила спонсорство как мужского, так и женского чемпионатов. Canadian Ladies' Curling Association в течение следующих нескольких лет снова проводила турнир без главного спонсора. 1979 год также ознаменовал первый год проведения чемпионата мира по кёрлингу среди женщин, на котором будет выступать победитель чемпионата Канады. Кроме того, турнир 1979 года стал первым турниром, в котором был проведен плей-офф. До этого победитель определялся в турнире по круговой системе.

### Tournament of Hearts
Робин Уилсон, член команды чемпиона 1979 года и бывшая сотрудница Scott Paper Company, предприняла попытку убедить компанию спонсировать чемпионаты по кёрлингу. Попытка имела успех, и в 1982 году был проведен первый Scott Tournament of Hearts.
Scott Tournament of Hearts продлился 25 лет, и в нём участвовали многие великие команды. Первый Scott Tournament of Hearts выиграла Колин Джонс и её команда из Новой Шотландии. Чтобы выиграть ещё один чемпионат, ей потребовалось 17 лет, но после она выиграла ещё четыре чемпионата - всего шесть. В 2018 году шестикратным чемпионом также стала Дженнифер Джонс из Манитобы. Другие известные кёрлингистки на женском чемпионате Канады: Керри Эйнарсон и Конни Лалибёрте из Манитобы, Хизер Хьюстон, Мэри-Энн Арсено, Мэрилин Бодо и Рэйчел Хоман из Онтарио, Вера Пезер и Сандра Шмирлер из Саскачевана, Кэти Борст и Шэннон Клейбринк из Альберты, а также Линдси Спаркс и Келли Скотт из Британской Колумбии.
Новое спонсорство сделало турнир популярным,  тогда его начали транслировать по телевидению. Сегодня The Sports Network освещает весь турнир. CBC освещала полуфиналы и финалы вплоть до сезона 2007–08. В 2013 году Sportsnet и Citytv также начали освещать финалы провинциальных турниров в Манитобе, Онтарио и Альберте.
По традиции Tournament of Hearts члены победившей команды получают золотые кольца с изображением четырёх сердец логотипа Tournament of Hearts, инкрустированных алмазом весом 0,25 карата. Занявшие второе место получают такие же кольца, только с рубинами вместо алмазов, а команда, занявшая третье место, — золотые кольца с изумрудами.

## Наименование чемпионата
До 1982 чемпионат носил различные наименования: Diamond D Championship (1961—1967), Canadian Ladies Curling Association Championship (1968—1971), Macdonald Lassies Championship (1972—1979), Canadian Ladies Curling Association Championship (1980—1981).
С 1982 генеральным спонсором чемпионата является компания Kruger Products, более известная в Канаде под названием Scott Paper Limited, когда она была канадским подразделением крупнейшего в мире производителя и продавца бытовых гигиенических и чистящих средств (туалетная бумага и т.п.), концерна Scott Paper Company. Таким образом турнир именовался как «Scott Tournament of Hearts». Название турнира «Турнир сердец» (англ. Tournament of Hearts) придумали в 1979 двукратные (1976 и 1979) чемпионки Канады среди женщин, сёстры, игравшие в одной команде, Дон Ноулз и Робин Уилсон; Робин Уилсон, работавшая в руководстве отдела рекламы компании Scott Paper, хотела предложить руководству компании, чтобы компания стала титульным спонсором чемпионата.
Когда в 1995 корпорация Kimberly-Clark приобрела Scott Paper Company, её канадские активы были проданы квебекской компании Kruger Inc., вместе с долговременной лицензией на право использовать в Канаде некоторые бренды, принадлежащие Kruger, в том числе и «Scotties» (наименование туалетной бумаги). В 2007 турнир был официально переименован в «Scotties Tournament of Hearts».

## Места проведения и призёры
| Год                                              | Место проведения                     | Золото | Серебро | Бронза |
| Diamond D Championship                           | Diamond D Championship               | Diamond D Championship | Diamond D Championship | Diamond D Championship |
| ------------------------------------------------ | ------------------------------------ | --- | --- | --- |
| 1961                                             | Оттава (Онтарио)                     | Саскачеван · Joyce McKee, Сильвия Федорук, Barbara MacNevin, Rosa McFee                                                          | Нью-Брансуик · Mona Comeau, Kay Cormack, Vera Shutt, Evelyn Brooks                                                                   | Альберта · Dorothy Thompson, Ila Watson, Vivian Kortgaard, Ruth Hayes                                                                  |
| 1962                                             | Реджайна (Саскачеван)                | Британская Колумбия · Ina Hansen, Ada Callas, Isabel Leith, May Shaw                                                             | Саскачеван · Joyce McKee, Сильвия Федорук, Barbara MacNevin, Rosa McFee                                                              | Квебек · Anne Phillips, Phillippa Tanton, Isabel Campbell, Elizabeth MacKenzie                                                         |
| 1963                                             | Сент-Джон (Нью-Брансуик)             | Нью-Брансуик · Mabel DeWare, Harriet Stratton, Forbis Stevenson, Marjorie Fraser                                                 | Британская Колумбия · Ina Hansen, Ada Calles, Isabel Leith, May Shaw                                                                 | Онтарио · Emily Wooley, Dadie Smith, Jane Clark, Mary Mills                                                                            |
| 1964                                             | Эдмонтон (Альберта)                  | Британская Колумбия · Ina Hansen, Ada Callas, Isabel Leith, May Shaw                                                             | Альберта · Mickey Down, Sheila McKenzie, Bernice Ashlee, Joanne Bennett                                                              | Новая Шотландия · Irene Snow, Jean Nickerson, Helen Duffus, Ruth Lewis                                                                 |
| 1965                                             | Галифакс (Новая Шотландия)           | Манитоба · Peggy Casselman, Val Taylor, Pat MacDonald, Pat Scott                                                                 | Альберта · Dorothy Thompson, Vivian Kortgaard, Ruth Hayes, Ila Watson                                                                | Новая Шотландия · Audrey Thorbourne, Marina Wood, Anne Boudreau, Helen Young                                                           |
| 1966                                             | Ванкувер (Британская Колумбия)       | Альберта · Gail Lee, Hazel Jamison, Sharon Harrington, June Coyle                                                                | Саскачеван · Barbara MacNevin, Fay Coben, Florence Hill, Avis Carr                                                                   | Британская Колумбия · Margaret Cooke, Eva Glover, Ruth Hebert, Marion Ellison                                                          |
| 1967                                             | Монреаль (Квебек)                    | Манитоба · Betty Duguid, Joan Ingram, Larie Bradawaski, Dot Rose                                                                 | Квебек · Shirley Bradford, June Neville, Patricia Berry, Patricia Johnson                                                            | Нью-Брансуик · Shirley Pilson, Anne Orser, Helen Gammon, Geraldine Lenihan                                                             |
| Canadian Ladies Curling Association Championship |                                      | | | |
| 1968                                             | Виннипег (Манитоба)                  | Альберта · Hazel Jamison, Gail Lee, Jackie Spencer, June Coyle                                                                   | Британская Колумбия · Myrtle Fashoway, Anne McLay, Fernande Hawkes, Eleanor Campbell                                                 | Манитоба · Mabel Mitchell, Shirley Bray, Mildred Murray, June Clark                                                                    |
| 1969                                             | Форт-Уильям (Онтарио)                | Саскачеван · Joyce McKee, Вера Пезер, Lenore Morrison, Jennifer Falk                                                             | Онтарио · June Shaw, Shirley Wiebe, Faye Devins, Dorothy Holmgren                                                                    | Остров Принца Эдуарда · Marie Toole, Jennie Boomhower, Mary Acorn, Pauline Johnston                                                    |
| 1970                                             | Калгари (Альберта)                   | Саскачеван · Dorenda Schoenhals, Cheryl Stirton, Linda Burnham, Joan Anderson                                                    | Манитоба · Glenda Buhr, Rose Taylor, Mary Robertson, Miriam Cook                                                                     | Британская Колумбия · Donna Clark, Mavis Gordon, Marjorie Mitchell, Gladys Nord                                                        |
| 1971                                             | Сент-Джонс (Ньюфаундленд и Лабрадор) | Саскачеван · Вера Пезер, Sheila Rowan, Joyce McKee, Lenore Morrison                                                              | Альберта · Kay Baldwin, Joyce Bucholz, Shriley Mitchell, Gladys Tainish                                                              | Британская Колумбия · Ina Hansen, Ada Calles, Carol Klinck, Gilberte Bailey                                                            |
| Macdonald Lassies Championship                   |                                      | | | |
| 1972                                             | Саскатун (Саскачеван)                | Саскачеван · Вера Пезер, Sheila Rowan, Joyce McKee, Lenore Morrison                                                              | Манитоба · Audrey Williamson, Mabel Mitchell, Florence Yeo, Dru Dickens                                                              | Альберта · Polly Beaton, Doreen DesHarnais, Jan Blingert, Terry Kope                                                                   |
| 1973                                             | Шарлоттаун (Остров Принца Эдуарда)   | Саскачеван · Вера Пезер, Sheila Rowan, Joyce McKee, Lenore Morrison                                                              | Манитоба · Joan Ingram, Lorraine Bradawaski, Dorothy Rose, Jackie Tinney                                                             | Альберта · Betty Cole, Shirley Fisk, Bonnie Cessford, Sharon Grey                                                                      |
| 1974                                             | Виктория (Британская Колумбия)       | Саскачеван · Emily Farnham, Linda Saunders, Pat McBeath, Donna Collins                                                           | Остров Принца Эдуарда · Marie Toole, Cathy Dillon, Jeannie Boomhower, Pauline Johnston                                               | Британская Колумбия · Marion Radcliffe, Karen Lovdahl, Phyliss McCrady, Darlene Tucker                                                 |
| 1975                                             | Монктон (Нью-Брансуик)               | Квебек · Lee Tobin, Marilyn McNeil, Michelle Garneau, Laurie Ross                                                                | Саскачеван · Мардж Митчелл, Kendra Richards, Нэнси Керр, Florence Sanna                                                              | Альберта · Sharon Grigg, Betty Booth, Gail Frandsen, Karen Love                                                                        |
| 1976                                             | Виннипег (Манитоба)                  | Британская Колумбия · Линдси Дэви, Дон Ноулз, Робин Классен, Лоррейн Боулз                                                       | Альберта · Gail Lee, Jackie Spencer, Anne McGarvey, Liz Gemmell                                                                      | Онтарио · Dawn Ventura, Cathy Craig, Lorie Mackie, Rhea Pilon                                                                          |
| 1977                                             | Галифакс (Новая Шотландия)           | Альберта · Мирна Маккуорри, Rita Tarnava, Barb Davis, Jane Rempel                                                                | Онтарио · Nini Mutch, Wyn Hushagen, Doris McKenzie, Rosina Lewicke                                                                   | Британская Колумбия · Heather Kerr, Bernice McCallan, Shirley Snihur, Una Goodyear                                                     |
| 1978                                             | Су-Сент-Мари (Онтарио)               | Манитоба · Кэти Пидзарко, Крис Пидзарко, Айрис Армстронг, Пэтти Вендекеркхове                                                    | Новая Шотландия · Пенни Ларок, Brenda Shutt, Charmaine Murray, Wendy Conrad                                                          | Альберта · Betty Cole, Liz Gemmell, Anne McGarvey, Shirley Fisk                                                                        |
| 1979                                             | Мон-Руаяль (Квебек)                  | Британская Колумбия · Линдси Спаркс, Дон Ноулз, Робин Уилсон, Лоррейн Боулз                                                      | Манитоба · Крис Пидзарко, Rose Tanasichuk, Айрис Армстронг, Пэтти Венд                                                               | Ньюфаундленд и Лабрадор · Sue Anne Bartlett, Patricia Dwyer, Joyce Narduzzi, Mavis Pike                                                |
| Canadian Ladies Curling Association Championship |                                      | | | |
| 1980                                             | Эдмонтон (Альберта)                  | Саскачеван · Мардж Митчелл, Нэнси Керр, Ширли Маккендри, Венди Лич                                                               | Новая Шотландия · Колин Джонс, Sally Jane Saunders, Margaret Knickle, Барбара Джонс                                                  | Онтарио · Christine Bodogh, Мэрилин Дарт, Norma Quesnell, Mary Gellard                                                                 |
| 1981                                             | Сент-Джонс (Ньюфаундленд и Лабрадор) | Альберта · Сьюзан Сайц, Джуди Эриксон, Мирна Маккей, Бетти Маккракен                                                             | Ньюфаундленд и Лабрадор · Sue Anne Bartlett, Patricia Dwyer, Joyce Nichols, Jo Ann Bepperling                                        | Манитоба · Joan Ingram, Lorraine Bradawaski, Lorraine Byrnes, Elaine James                                                             |
| Scott Tournament of Hearts                       |                                      | | | |
| 1982                                             | Реджайна (Саскачеван)                | Новая Шотландия · Колин Джонс, Кэй Смит, Моника Джонс, Барбара Джонс-Гордон                                                      | Манитоба · Dorothy Rose, Lynne Andrews, Kim Crass, Shannon Burns                                                                     | Британская Колумбия · Barbara Parker, Sharon Hastings, Donna Cunliffe, Sheila Mellis                                                   |
| 1983                                             | Принс-Джордж (Британская Колумбия)   | Новая Шотландия · Пенни Ларок, Шэрон Хорн, Кэти Кодл, Памела Сэнфорд                                                             | Альберта · Кэти Шоу, Кристин Юргенсон, Сандра Риппель, Пенни Райан                                                                   | Северо-Западные территории/ Юкон · Shelly Bildfell, Elizabeth McCrae, Louise McCrae, Dale Sanderson                                    |
| 1984                                             | Шарлоттаун (Остров Принца Эдуарда)   | Манитоба · Конни Лалибёрте, Крис Мор, Коринн Питерс, Джанет Арнотт                                                               | Новая Шотландия · Колин Джонс, Wendy Currie, Моника Джонс, Барбара Джонс-Гордон                                                      | Британская Колумбия · Линдси Спаркс, Линда Мур, Дебби Орр, Лори Карни                                                                  |
| 1985                                             | Виннипег (Манитоба)                  | Британская Колумбия · Линда Мур, Линдси Спаркс, Дебби Джонс, Лори Карни                                                          | Ньюфаундленд и Лабрадор · Sue Anne Bartlett, Patricia Dwyer, Margie Knickle, Debra Herbert                                           | Новая Шотландия · Virginia Jackson, Marg Cutcliffe, Joan Hitchinson, Sherry Jackson                                                    |
| 1986                                             | Лондон (Онтарио)                     | Онтарио · Мэрилин Дарт, Кэти Макэдвардс, Кристин Юргенсон, Джен Аугустин, запасной: Lynn Reynolds                                | Канада · Линда Мур, Линдси Спаркс, Дебби Джонс, Лори Карни, запасной: Rae Moir                                                       | Ньюфаундленд и Лабрадор · Sue Anne Bartlett, Patricia Dwyer, Joyce Narduzzi, Debbie Porter, запасной: Barbara Pinsent                  |
| 1987                                             | Летбридж (Альберта)                  | Британская Колумбия · Пэт Сандерс, Луиз Эрлаву, Джорджина Хоукс, Деб Массулло, запасной: Элейн Дагг-Джексон                      | Манитоба · Kathie Ellwood, Cathy Treloar, Laurie Ellwood, Sandra Asham, запасной: Jane Malcolmson                                    | Квебек · Helene Tousignant, Marie Ferland, Nicole Corbin, Josee Duphinais, запасной: Lee Tobin                                         |
| 1988                                             | Фредериктон (Нью-Брансуик)           | Онтарио · Хизер Хьюстон, Лоррейн Лэнг, Диана Адамс, Трейси Кеннеди, запасной: Глория Тейлор                                      | Канада · Пэт Сандерс, Луиз Эрлаву, Джорджина Хоукс, Деб Массулло, запасной: Элейн Дагг-Джексон                                       | Саскачеван · Мишель Шнейдер, Jan Herauf, Lorie Kehler, Leanne Eberle, запасной: Kenda Richards                                         |
| 1989                                             | Келоуна (Британская Колумбия)        | Канада · Хизер Хьюстон, Лоррейн Лэнг, Диана Адамс, Трейси Кеннеди, запасной: Глория Тейлор                                       | Манитоба · Крис Мор, Karen Purdy, Lori Zeller, Kristin Kuruluk, запасной: Лори Аллен                                                 | Саскачеван · Мишель Шнейдер, Joan Stricker, Lorie Kehler, Leanne Eberle, запасной: Kenda Richards                                      |
| 1990                                             | Оттава (Онтарио)                     | Онтарио · Элисон Горинг, Кристин Тюркотт, Андреа Лоус, Шерил Макферсон, запасной: Энн Мерклингер                                 | Новая Шотландия · Хизер Рэнкин, Beth Rankin, Judith Power, Suzanne Green, запасной: Mary Mattatall                                   | Канада · Хизер Хьюстон, Лоррейн Лэнг, Диана Адамс, Трейси Кеннеди, запасной: Глория Тейлор                                             |
| 1991                                             | Саскатун (Саскачеван)                | Британская Колумбия · Джулия Саттон, Джоди Саттон, Мелисса Солиго, Кэрри Уилмс, запасной: Элейн Дагг-Джексон                     | Нью-Брансуик · Heidi Hanlon, Kathy Floyd, Sheri Stewart, Mary Harding, запасной: Ellen Brennan                                       | Онтарио · Хизер Хьюстон, Лоррейн Лэнг, Диана Адамс, Diane Pushkar, запасной: Mary Susan Bell                                           |
| 1992                                             | Галифакс (Новая Шотландия)           | Манитоба · Конни Лалибёрте, Лори Аллен, Кэти Готье, Джанет Арнотт, запасной: Arlene MacLeod                                      | Канада · Джулия Саттон, Джоди Саттон, Мелисса Солиго, Кэрри Уилмс, запасной: Элейн Дагг-Джексон                                      | Британская Колумбия · Lisa Walker, Келли Оуэн, Cindy McArdie, Cathy Sauer, запасной: Линдси Спаркс                                     |
| 1993                                             | Брандон (Манитоба)                   | Саскачеван · Сандра Питерсон, Джен Беткер, Джоан Маккаскер, Марсия Гудерайт, запасной: Анита Форд                                | Манитоба · Морин Бонар, Lois Fowler, Allyson Bell, Rhonda Fowler, запасной: Gerri Cooke                                              | Онтарио · Энн Мерклингер, Theresa Breen, Patti McKnight, Audrey Frey, запасной: Кристин Тюркотт                                        |
| 1994                                             | Китченер (Онтарио)                   | Канада · Сандра Питерсон, Джен Беткер, Джоан Маккаскер, Марсия Гудерайт, запасной: Анита Форд                                    | Манитоба · Конни Лалибёрте, Karen Purdy, Кэти Готье, Джанет Арнотт, запасной: Kristen Kroeker                                        | Саскачеван · Шерри Андерсон, Kay Montgomery, Donna Gignac, Elaine McCloy, запасной: Cathy Fahlman                                      |
| 1995                                             | Калгари (Альберта)                   | Манитоба · Конни Лалибёрте, Кэти Овертон, Кэти Готье, Джанет Арнотт, запасной: Дебби Джонс-Уокер                                 | Альберта · Кэти Борст, Maureen Brown, Deanne Shields, Кейт Хорн, запасной: LaDawn Funk                                               | Канада · Сандра Питерсон, Джен Беткер, Джоан Маккаскер, Марсия Гудерайт, запасной: Анита Форд                                          |
| 1996                                             | Тандер-Бей (Онтарио)                 | Онтарио · Мэрилин Бодо, Ким Геллард, Кори Беверидж, Джейн Хупер-Перру, запасной: Лиза Сэвидж                                     | Альберта · Шерил Куллман, Karen Ruus, Barb Sherrington, Judy Pendergast, запасной: Vicki Sjolie                                      | Канада · Конни Лалибёрте, Кэти Овертон-Клэпем, Кэти Готье, Джанет Арнотт, запасной: Дебби Джонс-Уокер                                  |
| 1997                                             | Ванкувер (Британская Колумбия)       | Саскачеван · Сандра Шмирлер, Джен Беткер, Джоан Маккаскер, Марсия Гудерайт, запасной: Атина Форд                                 | Онтарио · Элисон Горинг, Lori Eddy, Kim Moore, Mary Bowman, запасной: Yvonne Smith                                                   | Ньюфаундленд и Лабрадор · Laura Phillips, Cathy Cunningham, Kathy Kerr, Heather Martin, запасной: Susan Wright                         |
| 1998                                             | Реджайна (Саскачеван)                | Альберта · Кэти Борст, Хезер Годберсон, Бренда Бомер, Кейт Хорн, запасной: Рона Макгрегор, тренер: Darryl Horne                  | Онтарио · Энн Мерклингер, Theresa Breen, Patti McKnight, Audrey Frey, запасной: Christine McCrady, тренер: Джим Уэйт                 | Канада · Сандра Шмирлер, Джен Беткер, Джоан Маккаскер, Марсия Гудерайт, запасной: Атина Форд, тренер: Анита Форд                       |
| 1999                                             | Шарлоттаун (Остров Принца Эдуарда)   | Новая Шотландия · Колин Джонс, Ким Келли, Мэри-Энн Уэй, Нэнси Делахант, запасной: Лейни Питерс                                   | Канада · Кэти Борст, Хезер Годберсон, Бренда Бомер, Кейт Хорн, запасной: Рона Макгрегор                                              | Манитоба · Конни Лалибёрте, Кэти Овертон-Клэпем, Дебби Джонс-Уокер, Джанет Арнотт, запасной: Джилл Стауб                               |
| 2000                                             | Принс-Джордж (Британская Колумбия)   | Британская Колумбия · Келли Лоу, Джулия Скиннер, Джорджина Уиткрофт, Диана Нельсон, запасной: Элейн Дагг-Джексон                 | Онтарио · Энн Мерклингер, Theresa Breen, Patti McKnight, Audrey Frey, запасной: Christine McCrady                                    | Манитоба · Конни Лалибёрте, Кэти Овертон-Клэпем, Дебби Джонс-Уокер, Джанет Арнотт, запасной: Джилл Стауб, тренер: Bob Moroz            |
| 2001                                             | Грейтер-Садбери (Онтарио)            | Новая Шотландия · Колин Джонс, Ким Келли, Мэри-Энн Уэй, Нэнси Делахант, запасной: Лейни Питерс, тренер: Кен Багнелл              | Канада · Келли Лоу, Джулия Скиннер, Джорджина Уиткрофт, Диана Нельсон, запасной: Шерил Нобл, тренер: Элейн Дагг-Джексон              | Онтарио · Шерри Мидо, Janet Brown, Андреа Лоус, Sheri Cordina, запасной: Кирстен Хармарк                                               |
| 2002                                             | Брандон (Манитоба)                   | Канада · Колин Джонс, Ким Келли, Мэри-Энн Уэй, Нэнси Делахант, запасной: Лейни Питерс, тренер: Кен Багнелл                       | Саскачеван · Шерри Андерсон, Kim Hodson, Sandra Mulroney, Donna Gignac, запасной: Heather Walsh, тренер: Ron Meyers                  | Онтарио · Шерри Мидо, Janet Brown, Андреа Лоус, Sheri Cordina, запасной: Кирстен Хармарк, тренер: Pat B Reid                           |
| 2003                                             | Китченер (Онтарио)                   | Канада · Колин Джонс, Ким Келли, Мэри-Энн Уэй, Нэнси Делахант, запасной: Лейни Питерс, тренер: Кен Багнелл                       | Ньюфаундленд и Лабрадор · Cathy Cunningham, Peg Goss, Kathy Kerr, Heather Martin                                                     | Остров Принца Эдуарда · Сьюзан Годэ, Ребекка Джин Макфи, Робин Макфи, Сьюзан Макиннис, запасной: Donna Butler, тренер: Paul Power      |
| 2004                                             | Ред-Дир (Альберта)                   | Канада · Колин Джонс, Ким Келли, Мэри-Энн Уэй, Нэнси Делахант, запасной: Мэри Сью Рэдфорд, тренер: Кен Багнелл                   | Квебек · Мари-Франс Ларуш, Karo Gagnon, Энни Лимэй, Véronique Grégoire, запасной: Nancy Bélanger, тренер: Camil Larouche             | Онтарио · Шерри Мидо, Кирстен Уолл, Андреа Лоус, Sheri Cordina, запасной: Джен Ханна, тренер: Pat Reid                                 |
| 2005                                             | Сент-Джонс (Ньюфаундленд и Лабрадор) | Манитоба · Дженнифер Джонс, Кэти Овертон-Клэпем, Джилл Оффисер, Кэти Готье, запасной: Триша Ик, тренер: Larry Jones              | Онтарио · Джен Ханна, Паскаль Летендр, Дон Эскин, Стефани Ханна, запасной: Joelle Sabourin, тренер: Robert Hanna                     | Британская Колумбия · Келли Скотт, Мишель Аллен, Саша Картер, Рене Симмонс, запасной: Шерил Нобл, тренер: Джерри Ричард                |
| 2006                                             | Лондон (Онтарио)                     | Британская Колумбия · Келли Скотт, Джина Шредер, Саша Картер, Рене Симмонс, запасной: Мишель Аллен, тренер: Джерри Ричард        | Канада · Дженнифер Джонс, Кэти Овертон-Клэпем, Джилл Оффисер, Джорджина Уиткрофт, запасной: Джанет Арнотт, тренер: Larry Jones       | Новая Шотландия · Колин Джонс, Ким Келли, Мэри-Энн Уэй, Нэнси Делахант, запасной: Мэри Сью Рэдфорд, тренер: Кен Багнелл                |
| Scotties Tournament of Hearts                    |                                      | | | |
| 2007                                             | Летбридж (Альберта)                  | Канада · Келли Скотт, Джина Шредер, Саша Картер, Рене Симмонс, запасной: Мишель Аллен, тренер: Джерри Ричард                     | Саскачеван · Джен Беткер, Лана Вэй, Nancy Inglis, Марсия Гудерайт, запасной: Sherry Linton, тренер: Gene Friesen                     | Манитоба · Дженнифер Джонс, Кэти Овертон-Клэпем, Джилл Оффисер, Джанет Арнотт, запасной: Kristen Williamson, тренер: Конни Лалибёрте   |
| 2008                                             | Реджайна (Саскачеван)                | Манитоба · Дженнифер Джонс, Кэти Овертон-Клэпем, Джилл Оффисер, Дон Эскин, запасной: Дженнифер Кларк-Руир, тренер: Джанет Арнотт | Альберта · Шэннон Клейбринк, Эми Никсон, Бронвин Сондерс, Челси Белл, запасной: Nikki Smith, тренер: Stan Usselman                   | Онтарио · Шерри Мидо, Кирстен Уолл, Kim Moore, Andra Harmark, запасной: Tara George, тренер: Andrea Ronnebeck                          |
| 2009                                             | Виктория (Британская Колумбия)       | Канада · Дженнифер Джонс, Кэти Овертон-Клэпем, Джилл Оффисер, Дон Эскин, запасной: Дженнифер Кларк-Руир, тренер: Джанет Арнотт   | Британская Колумбия · Марла Маллет, Grace MacInnes, Diane Gushulak, Jacalyn Brown, запасной: Adina Tasaka, тренер: Ken MacDonald     | Квебек · Мари-Франс Ларуш, Nancy Bélanger, Энни Лимэй, Joëlle Sabourin, запасной: Veronique Brassard, тренер: Camil Larouche           |
| 2010                                             | Су-Сент-Мари (Онтарио)               | Канада · Дженнифер Джонс, Кэти Овертон-Клэпем, Джилл Оффисер, Дон Эскин, запасной: Дженнифер Кларк-Руир, тренер: Джанет Арнотт   | Остров Принца Эдуарда · Erin Carmody, Geri-Lynn Ramsay, Kathy O'Rourke (скип), Tricia Affleck, запасной: Шелли Брэдли                | Онтарио · Криста Маккарвилл, Tara George, Эшли Михария, Kari MacLean, запасной: Сара Лэнг                                              |
| 2011                                             | Шарлоттаун (Остров Принца Эдуарда)   | Саскачеван · Эмбер Холланд, Ким Шнейдер, Тэмми Шнейдер, Хизер Калинчак                                                           | Канада · Дженнифер Джонс, Кейтлин Лоус, Джилл Оффисер, Дон Эскин                                                                     | Новая Шотландия · Хизер Смит-Дэйси, Danielle Parsons, Блисс Комсток, Тэри Лейк                                                         |
| 2012                                             | Ред-Дир (Альберта)                   | Альберта · Хезер Недохин, Бет Искью, Джессика Мэйр, Лейни Питерс                                                                 | Британская Колумбия · Келли Скотт, Саша Картер, Дайлин Сивертсон, Джеки Армстронг                                                    | Манитоба · Дженнифер Джонс, Кейтлин Лоус, Джилл Оффисер, Дон Эскин                                                                     |
| 2013                                             | Кингстон (Онтарио)                   | Онтарио · Рэйчел Хоман, Эмма Мискью, Элисон Кревьязак, Лиза Уигл                                                                 | Манитоба · Дженнифер Джонс, Кейтлин Лоус, Джилл Оффисер, Дон Эскин                                                                   | Британская Колумбия · Келли Скотт, Джина Шредер, Саша Картер, Сара Уозни                                                               |
| 2014                                             | Монреаль (Квебек)                    | Канада · Рэйчел Хоман, Эмма Мискью, Элисон Кревьязак, Лиза Уигл                                                                  | Альберта · Валери Свитинг, Джоанн Кортни, Дана Фергюсон, Рашель Пидерни                                                              | Манитоба · Челси Кэри, Кристи Макдональд, Кристин Фостер, Линдси Титеридж                                                              |
| 2015                                             | Мус-Джо (Саскачеван)                 | Манитоба · Дженнифер Джонс, Кейтлин Лоус, Джилл Оффисер, Дон Макьюэн                                                             | Альберта · Валери Свитинг, Лори Олсон-Джонс, Дана Фергюсон, Рашель Браун                                                             | Канада · Рэйчел Хоман, Эмма Мискью, Джоанн Кортни, Лиза Уигл                                                                           |
| 2016                                             | Гранд-Прери (Альберта)               | Альберта · Челси Кэри, Эми Никсон, Джоселин Петерман, Лейни Питерс                                                               | Северное Онтарио · Криста Маккарвилл, Кендра Лилли, Эшли Сиппала, Сара Поттс                                                         | Канада · Дженнифер Джонс, Кейтлин Лоус, Джилл Оффисер, Дон Макьюэн                                                                     |
| 2017                                             | Сент-Катаринс (Онтарио)              | Онтарио · Рэйчел Хоман, Эмма Мискью, Джоанн Кортни, Лиза Уигл                                                                    | Манитоба · Мишель Энглот, Кейт Кэмерон, Leslie Wilson-Westcott, Raunora Westcott                                                     | Альберта · Челси Кэри, Эми Никсон, Джоселин Петерман, Лейни Питерс                                                                     |
| 2018                                             | Penticton (Британская Колумбия)      | Манитоба · Дженнифер Джонс, Шэннон Бёрчард, Джилл Оффисер, Дон Макьюэн                                                           | Команда по приглашению (Team Wildcard) Керри Эйнарсон, Селена Каац, Лиз Файф, Кристин Маккуиш                                        | Новая Шотландия · Мэри-Энн Арсено, Christina Black, Дженнифер Бакстер, Jennifer Crouse                                                 |
| 2019                                             | Sydney (Новая Шотландия)             | Альберта · Челси Кэри, Сара Уилкс, Дана Фергюсон, Рашель Браун, Дэн Кэри (тренер)                                                | Онтарио · Рэйчел Хоман, Эмма Мискью, Джоанн Кортни, Лиза Уигл, Шерил Кревьязак (запасной), Марсель Рок (тренер)                      | Саскачеван · Робин Силвернэйгл, Стефани Лоутон, Jessie Hunkin, Kara Thevenot, Марлиз Кэснер (запасной), Lesley McEwan (тренер)         |
| 2020                                             | Мус-Джо (Саскачеван)                 | Манитоба · Керри Эйнарсон, Валери Свитинг, Шэннон Бёрчард, Бриан Мейлё, Дженнифер Кларк-Руир (запасной), Пэтти Вутрич (тренер)   | Онтарио · Рэйчел Хоман, Эмма Мискью, Джоанн Кортни, Лиза Уигл, Шерил Кревьязак (запасной), Марсель Рок (тренер)                      | Команда по приглашению (Team Wildcard) Дженнифер Джонс, Кейтлин Лоус, Джилл Оффисер, Дон Макьюэн, Виктор Челль (тренер)                |
| 2021                                             | Калгари (Альберта)                   | Канада · Керри Эйнарсон, Валери Свитинг, Шэннон Бёрчард, Бриан Мейлё, Кристин Карвацки (запасной), Хизер Недохин (тренер)        | Онтарио · Рэйчел Хоман, Эмма Мискью, Сара Уилкс, Джоанн Кортни, Даниэль Инглис (запасной), Рэнди Фёрби (тренер)                      | Альберта · Лора Уокер, Кейт Кэмерон, Тейлор Макдональд, Рашель Браун, Дана Фергюсон (запасной), Shannon Pynn (тренер)                  |
| 2022                                             | Тандер-Бей (Онтарио)                 | Канада · Керри Эйнарсон, Валери Свитинг, Шэннон Бёрчард, Бриан Мейлё, Кристин Карвацки (запасной), Рид Карразерс (тренер)        | Северное Онтарио · Криста Маккарвилл, Кендра Лилли, Эшли Сиппала, Сара Поттс, Jen Gates (запасной), Рик Лэнг (тренер)                | Нью-Брансуик · Андреа Кроуфорд, Sylvie Quillian, Jillian Babin, Katie Forward, Daryell Nowlan (тренер)                                 |
| 2023                                             | Камлупс (Британская Колумбия)        | Канада · Керри Эйнарсон, Валери Свитинг, Шэннон Бёрчард, Бриан Мейлё, Кристин Карвацки (запасной), Рид Карразерс (тренер)        | Манитоба · Дженнифер Джонс, Karlee Burgess, Mackenzie Zacharias, Lauren Lenentine, Emily Zacharias (запасной), Гленн Ховард (тренер) | Северное Онтарио · Криста Маккарвилл, Кендра Лилли, Эшли Сиппала, Сара Поттс, Рик Лэнг (тренер)                                        |
| 2024                                             | Калгари (Альберта)                   | ↗↖CTRS Рейчел Хоман, Трэйси Флёри, Эмма Мискью, Сара Уилкс, Рашель Браун (запасной), Дон Бартлетт (тренер)                       | ↗↖CTRS Дженнифер Джонс, Karlee Burgess, Emily Zacharias, Lauren Lenentine, Гленн Ховард (тренер)                                     | ↗↖CTRS Кейт Кэмерон, Меган Уолтер, Келси Рок, Mackenzie Elias, Тейлор Макдональд (запасной)                                            |
| 2025                                             | Тандер-Бей (Онтарио)                 | Канада · Рейчел Хоман, Трэйси Флёри, Эмма Мискью, Сара Уилкс, Рашель Браун (запасной), Дженнифер Джонс (тренер)                  | ↗↖CTRS Керри Эйнарсон, Валери Свитинг, Кристин Карвацки, Karlee Burgess, Lauren Lenentine (запасной), Рид Карразерс (тренер)         | Новая Шотландия · Christina Black, Джилл Бразерс, Дженнифер Бакстер, Karlee Everist, Marlee Powers (запасной), Stuart MacLean (тренер) |
| 2026                                             | Миссиссога (Онтарио)                 | | | |

## Медальный зачёт по командам
(по окончании чемпионата 2025)
| Провинция                              | 1  | 2  | 3  | Всего |
| -------------------------------------- | -- | -- | -- | ----- |
| Канада                                 | 13 | 7  | 6  | 26    |
| Манитоба                               | 11 | 12 | 7  | 30    |
| Саскачеван                             | 11 | 5  | 4  | 20    |
| Британская Колумбия                    | 9  | 4  | 10 | 23    |
| Альберта                               | 8  | 10 | 7  | 25    |
| Онтарио                                | 6  | 9  | 10 | 25    |
| Новая Шотландия                        | 4  | 4  | 7  | 15    |
| Квебек                                 | 1  | 2  | 3  | 6     |
| Нью-Брансуик                           | 1  | 2  | 2  | 5     |
| ↗↖CTRS                                 | 1  | 2  | 1  | 4     |
| Ньюфаундленд и Лабрадор                | 0  | 3  | 3  | 6     |
| Остров Принца Эдуарда                  | 0  | 2  | 2  | 4     |
| Северное Онтарио                       | 0  | 2  | 1  | 3     |
| Команда по приглашению (Team Wildcard) | 0  | 1  | 1  | 2     |
| Юкон/ Северо-Западные территории       | 0  | 0  | 1  | 1     |

## Медальный зачёт по скипам
(по окончании чемпионата 2025)
(в том числе учтены и медали, когда игрок НЕ был скипом)
(НЕ учтены результаты 2-3 мест за 1971—1977; нет данных)
| Скип                             | 1 | 2 | 3 | Всего |
| -------------------------------- | - | - | - | ----- |
| Дженнифер Джонс                  | 6 | 5 | 3 | 14    |
| Колин Джонс                      | 6 | 2 | 1 | 9     |
| Рэйчел Хоман                     | 5 | 2 | 1 | 8     |
| Joyce McKee                      | 5 | 1 | 0 | 6     |
| Мэри-Энн Арсено                  | 5 | 0 | 1 | 6     |
| Валери Свитинг                   | 4 | 3 | 0 | 7     |
| Керри Эйнарсон                   | 4 | 2 | 0 | 6     |
| Вера Пезер                       | 4 | 0 | 0 | 4     |
| Конни Лалибёрте                  | 3 | 1 | 3 | 7     |
| Джен Беткер                      | 3 | 1 | 2 | 6     |
| Линдси Спаркс                    | 3 | 1 | 1 | 5     |
| Сандра Шмирлер (Сандра Питерсон) | 3 | 0 | 2 | 5     |
| Джулия Скиннер                   | 2 | 2 | 0 | 4     |
| Крис Скейлина (Крис Мор)         | 2 | 2 | 0 | 4     |
| Келли Скотт                      | 2 | 1 | 2 | 5     |
| Ina Hansen                       | 2 | 1 | 1 | 4     |
| Хезер Недохин (Хезер Годберсон)  | 2 | 1 | 0 | 3     |
| Мэрилин Бодо                     | 2 | 1 | 0 | 3     |
| Челси Кэри                       | 2 | 0 | 2 | 4     |
| Хизер Хьюстон                    | 2 | 0 | 2 | 4     |
| Hazel Jamison                    | 2 | 0 | 0 | 2     |
| Gail Lee                         | 2 | 0 | 0 | 2     |
| Энн Мерклингер                   | 1 | 2 | 1 | 4     |
| Кэти Кинг                        | 1 | 2 | 0 | 3     |
| Barbara MacNevin                 | 1 | 2 | 0 | 3     |
| Joan Ingram                      | 1 | 1 | 1 | 3     |
| Келли Лоу (Келли Оуэн)           | 1 | 1 | 1 | 3     |
| Элисон Горинг                    | 1 | 1 | 0 | 2     |
| Пенни Ларок                      | 1 | 1 | 0 | 2     |
| Линда Мур                        | 1 | 1 | 0 | 2     |
| Пэт Сандерс                      | 1 | 1 | 0 | 2     |
| Кэти Шоу (Кэти Пидзарко)         | 1 | 1 | 0 | 2     |
| Lee Tobin                        | 1 | 0 | 1 | 1     |
| Эмбер Холланд                    | 1 | 0 | 0 | 1     |
| Peggy Casselman                  | 1 | 0 | 0 | 1     |
| Mabel DeWare                     | 1 | 0 | 0 | 1     |
| Betty Duguid                     | 1 | 0 | 0 | 1     |
| Emily Farnham                    | 1 | 0 | 0 | 1     |
| Мирна Маккуорри                  | 1 | 0 | 0 | 1     |
| Мардж Митчелл                    | 1 | 0 | 0 | 1     |
| Сьюзан Сайц                      | 1 | 0 | 0 | 1     |
| Dorenda Schoenhals               | 1 | 0 | 0 | 1     |
| Sue Anne Bartlett                | 0 | 2 | 2 | 4     |
| Криста Маккарвилл                | 0 | 2 | 2 | 4     |
| Мишель Энглот                    | 0 | 1 | 2 | 3     |
| Кейт Кэмерон                     | 0 | 1 | 2 | 3     |
| Шерри Андерсон                   | 0 | 1 | 1 | 2     |
| Мари-Франс Ларуш                 | 0 | 1 | 1 | 2     |
| Cathy Cunningham                 | 0 | 1 | 1 | 2     |
| Mabel Mitchell                   | 0 | 1 | 1 | 2     |
| Dorothy Thompson                 | 0 | 1 | 1 | 2     |
| Marie Toole                      | 0 | 1 | 1 | 2     |
| Шерил Бернард                    | 0 | 1 | 0 | 1     |
| Морин Бонар                      | 0 | 1 | 0 | 1     |
| Шэннон Клейбринк                 | 0 | 1 | 0 | 1     |
| Хизер Рэнкин                     | 0 | 1 | 0 | 1     |
| Джен Ханна                       | 0 | 1 | 0 | 1     |
| Kay Baldwin                      | 0 | 1 | 0 | 1     |
| Shirley Bradford                 | 0 | 1 | 0 | 1     |
| Glenda Buhr                      | 0 | 1 | 0 | 1     |
| Erin Carmody                     | 0 | 1 | 0 | 1     |
| Mona Comeau                      | 0 | 1 | 0 | 1     |
| Mickey Down                      | 0 | 1 | 0 | 1     |
| Kathie Ellwood                   | 0 | 1 | 0 | 1     |
| Myrtle Fashoway                  | 0 | 1 | 0 | 1     |
| Heidi Hanlon                     | 0 | 1 | 0 | 1     |
| Марла Маллет                     | 0 | 1 | 0 | 1     |
| Dorothy Rose                     | 0 | 1 | 0 | 1     |
| June Shaw                        | 0 | 1 | 0 | 1     |
| Audrey Williamson                | 0 | 1 | 0 | 1     |
| Шерри Мидо                       | 0 | 0 | 4 | 4     |
| Betty Cole                       | 0 | 0 | 2 | 2     |
| Стефани Лоутон                   | 0 | 0 | 2 | 2     |
| Christina Black                  | 0 | 0 | 2 | 2     |
| Polly Beaton                     | 0 | 0 | 1 | 1     |
| Shelly Bildfell                  | 0 | 0 | 1 | 1     |
| Christine Bodogh                 | 0 | 0 | 1 | 1     |
| Сьюзан Годэ                      | 0 | 0 | 1 | 1     |
| Margaret Cooke                   | 0 | 0 | 1 | 1     |
| Donna Clark                      | 0 | 0 | 1 | 1     |
| Virginia Jackson                 | 0 | 0 | 1 | 1     |
| Андреа Кроуфорд                  | 0 | 0 | 1 | 1     |
| Barbara Parker                   | 0 | 0 | 1 | 1     |
| Anne Phillips                    | 0 | 0 | 1 | 1     |
| Laura Phillips                   | 0 | 0 | 1 | 1     |
| Shirley Pilson                   | 0 | 0 | 1 | 1     |
| Marion Radcliffe                 | 0 | 0 | 1 | 1     |
| Робин Силвернэйгл                | 0 | 0 | 1 | 1     |
| Хизер Смит                       | 0 | 0 | 1 | 1     |
| Irene Snow                       | 0 | 0 | 1 | 1     |
| Audrey Thorbourne                | 0 | 0 | 1 | 1     |
| Helene Tousignant                | 0 | 0 | 1 | 1     |
| Лора Уокер                       | 0 | 0 | 1 | 1     |
| Emily Wooley                     | 0 | 0 | 1 | 1     |

## Награды

### Приз самому ценному игроку имени Сандры Шмирлер
Награда (англ. Sandra Schmirler Most Valuable Player Award) присуждается «самому ценному игроку» (MVP), показавшему наилучшую игру в плей-офф, по мнению представителей средств массовой информации, освещавших чемпионат. Вручается на банкете, проводимом после окончания чемпионата. Впервые награждение призом было произведено на чемпионате 1997 года.
После кончины Сандры Шмирлер в 2000 году от онкологического заболевания приз был переименован в её честь и вручается под этим именем начиная с чемпионата 2001 года.
С учётом результатов чемпионата 2025 года, наибольшее количество раз приз был присуждён Керри Эйнарсон (четыре раза, причем четыре раза подряд — в 2020, 2021, 2022, 2023) и Рэйчел Хоман (в 2014, 2017, 2024, 2025). Из остальных обладателей приза более одного раза выигрывали приз лишь четверо: по три раза — Колин Джонс (в 2002, 2003, 2004) и Дженнифер Джонс (в 2009, 2015, 2018), по два раза — Келли Скотт (в 2006, 2007) и Челси Кэри (в 2016, 2019).
Цифры в скобках показывают, в который раз кёрлингист получил приз, если этих награждений было несколько.
| Год  | Игрок               | Команда               | Позиция         |
| ---- | ------------------- | --------------------- | --------------- |
| 1997 | Марсия Гудерайт     | Саскачеван            | Первый          |
| 1998 | Бренда Бомер        | Альберта              | Второй          |
| 1999 | Ким Келли           | Новая Шотландия       | Третий          |
| 2000 | Джулия Скиннер      | Британская Колумбия   | Третий          |
| 2001 | Нэнси Делахант      | Новая Шотландия       | Первый          |
| 2002 | Колин Джонс (1)     | Канада                | Скип, четвёртый |
| 2003 | Колин Джонс (2)     | Канада                | Скип, четвёртый |
| 2004 | Колин Джонс (3)     | Канада                | Скип, четвёртый |
| 2005 | Джен Ханна          | Онтарио               | Скип, четвёртый |
| 2006 | Келли Скотт (1)     | Британская Колумбия   | Скип, четвёртый |
| 2007 | Келли Скотт (2)     | Канада                | Скип, четвёртый |
| 2008 | Кэти Овертон-Клэпем | Манитоба              | Третий          |
| 2009 | Дженнифер Джонс (1) | Манитоба              | Скип, четвёртый |
| 2010 | Erin Carmody        | Остров Принца Эдуарда | Четвёртый       |
| 2011 | Эмбер Холланд       | Саскачеван            | Скип, четвёртый |
| 2012 | Хезер Недохин       | Альберта              | Скип, четвёртый |
| 2013 | Лиза Уигл           | Канада                | Первый          |
| 2014 | Рэйчел Хоман (1)    | Канада                | Скип, четвёртый |
| 2015 | Дженнифер Джонс (2) | Манитоба              | Скип, четвёртый |
| 2016 | Челси Кэри (1)      | Альберта              | Скип, четвёртый |
| 2017 | Рэйчел Хоман (2)    | Онтарио               | Скип, четвёртый |
| 2018 | Дженнифер Джонс (3) | Манитоба              | Скип, четвёртый |
| 2019 | Челси Кэри (2)      | Альберта              | Скип, четвёртый |
| 2020 | Керри Эйнарсон (1)  | Манитоба              | Скип, четвёртый |
| 2021 | Керри Эйнарсон (2)  | Канада                | Скип, четвёртый |
| 2022 | Керри Эйнарсон (3)  | Канада                | Скип, четвёртый |
| 2023 | Керри Эйнарсон (4)  | Канада                | Скип, четвёртый |
| 2024 | Рэйчел Хоман (3)    | ↗↖CTRS                | Скип, четвёртый |
| 2025 | Рэйчел Хоман (4)    | Канада                | Скип, четвёртый |

### Команды всех звёзд (All Stars teams)
По результатам точности бросков (в процентах) игроков в матчах кругового этапа на каждой позиции определяются две команды (до 1997 — одна): лучший игрок входит в первую команду, второй по рейтингу — во вторую.
| Год  |   | Скип                                          | Третий                                   | Второй                                        | Первый                                             |
| ---- | - | --------------------------------------------- | ---------------------------------------- | --------------------------------------------- | -------------------------------------------------- |
| 1982 |   | Arleen Day                                    | Lynne Andrews                            | Donna Cunliffe                                | Барбара Джонс-Гордон                               |
| 1983 |   | / Shelly Bildfell                             | Шэрон Хорн                               | Кэти Кодл                                     | Пенни Райан                                        |
| 1984 |   | Конни Лалибёрте                               | Gillian Thompson                         | Chris Gervais                                 | Лори Карни                                         |
| 1985 |   | Сьюзан Сайц                                   | Линдси Спаркс                            | Дебби Джонс                                   | Debbie Herbert                                     |
| 1986 |   | Линда Мур                                     | Кэти Макэдвардс                          | Chris Gervais                                 | Лори Карни                                         |
| 1987 |   | Kathie Ellwood                                | Сандра Шмирлер                           | Джен Беткер                                   | Sheila Schneider                                   |
| 1988 |   | Мишель Шнейдер                                | Cindy Tucker                             | Джорджина Хоукс                               | Трейси Кеннеди                                     |
| 1989 |   | Крис Мор                                      | Karen Purdy                              | Diane Alexander                               | Трейси Кеннеди                                     |
| 1990 |   | Хизер Рэнкин                                  | Jackie-Rae Greening                      | Андреа Лоус                                   | Lorie Kehler                                       |
| 1991 |   | Джулия Саттон                                 | Jackie-Rae Greening                      | Sheri Stewart                                 | Шерил Макферсон                                    |
| 1992 |   | Lisa Walker                                   | Kathy Fahlman                            | Ким Келли                                     | Кэрри Уилмс                                        |
| 1993 |   | Сандра Питерсон                               | Cathy Cunningham                         | Patti McKnight                                | Мэри-Энн Арсено                                    |
| 1994 |   | Laura Phillips                                | Джен Беткер                              | Джоан Маккаскер                               | Ким Келли                                          |
| 1995 |   | Rebecca MacPhee                               | Kay Montgomery                           | Джоан Маккаскер                               | Джанет Арнотт                                      |
| 1996 |   | Шерри Шейрич                                  | Ким Геллард                              | Tricia MacGregor                              | Judy Pendergast                                    |
| 1997 | 1 | Сандра Шмирлер                                | Джен Беткер                              | Джоан Маккаскер                               | Джейн Хупер-Перру                                  |
| 1997 | 2 | Элисон Горинг                                 | Хезер Годберсон                          | Кори Беверидж                                 | Heather Martin                                     |
| 1998 | 1 | Кэти Борст                                    | Джен Беткер                              | Бренда Бомер                                  | Марсия Гудерайт                                    |
| 1998 | 2 | Энн Мерклингер                                | Хезер Годберсон                          | Patti McKnight                                | Heather Hopkins                                    |
| 1999 | 1 | Колин Джонс                                   | Хезер Годберсон                          | Бренда Бомер                                  | Lou Ann Henry                                      |
| 1999 | 2 | Конни Лалибёрте                               | Marcy Balderston                         | Мэри-Энн Уэй                                  | Кейт Хорн                                          |
| 2000 | 1 | Конни Лалибёрте                               | Кэти Овертон-Клэпем                      | Karen Daku                                    | Tricia MacGregor                                   |
| 2000 | 2 | Энн Мерклингер                                | Cathy Walter                             | Дебби Джонс-Уокер                             | Нэнси Делахант                                     |
| 2001 | 1 | Мари-Франс Ларуш                              | Ким Келли                                | Джорджина Уиткрофт                            | Sheri Cordina                                      |
| 2001 | 2 | Келли Лоу                                     | Lisa Whitaker                            | Roberta Materi                                | Karen McNamee                                      |
| 2002 | 1 | Шерри Андерсон                                | Janet Brown                              | Мэри-Энн Уэй                                  | Нэнси Делахант                                     |
| 2002 | 2 | Шерри Мидо                                    | Lawnie MacDonald                         | Lynn Fallis-Kurz                              | Allison Franey                                     |
| 2003 | 1 | Колин Джонс                                   | Sherry Linton                            | Robyn MacPhee                                 | Нэнси Делахант                                     |
| 2003 | 2 | Сьюзан Годэ                                   | Rebecca Jean MacPhee                     | Джоан Маккаскер                               | Кейт Хорн                                          |
| 2004 | 1 | Колин Джонс                                   | Эми Никсон                               | Морин Бонар                                   | Нэнси Делахант                                     |
| 2004 | 2 | Lois Fowler                                   | Ким Келли                                | Мэри-Энн Арсено                               | Heather Martin                                     |
| 2005 | 1 | Дженнифер Джонс                               | Marliese Kasner                          | Дон Эскин                                     | Нэнси Делахант                                     |
| 2005 | 2 | Джен Ханна                                    | Паскаль Летендр                          | Sherri Singler                                | Susan O'Leary                                      |
| 2006 | 1 | Келли Скотт                                   | Джина Шредер                             | Мэри-Энн Арсено                               | Джорджина Уиткрофт                                 |
| 2006 | 2 | Хизер Стронг                                  | Кэти Овертон-Клэпем                      | Саша Картер                                   | Нэнси Делахант                                     |
| 2007 | 1 | Келли Скотт                                   | Джина Шредер                             | Джилл Оффисер                                 | Марсия Гудерайт                                    |
| 2007 | 2 | Джен Беткер                                   | Лана Вэй                                 | Саша Картер                                   | Darah Provencal                                    |
| 2008 | 1 | Шэннон Клейбринк                              | Эми Никсон                               | Джилл Оффисер                                 | Челси Белл                                         |
| 2008 | 2 | Шерри Мидо                                    | Кэти Овертон-Клэпем                      | Саша Картер                                   | Дон Эскин                                          |
| 2009 | 1 | Стефани Лоутон                                | Кэти Овертон-Клэпем                      | Diane Gushulak                                | Лана Вэй                                           |
| 2009 | 2 | Марла Маллет                                  | Grace MacInnes                           | Sherri Singler                                | Joëlle Sabourin                                    |
| 2010 | 1 | Келли Скотт                                   | Кэти Овертон-Клэпем                      | Джилл Оффисер                                 | Дон Эскин                                          |
| 2010 | 2 | Дженнифер Джонс                               | Джина Шредер                             | Саша Картер                                   | Джеки Армстронг                                    |
| 2011 | 1 | Дженнифер Джонс                               | Кейтлин Лоус                             | Джилл Оффисер                                 | Дон Эскин                                          |
| 2011 | 2 | Эмбер Холланд                                 | Ким Шнейдер                              | Тэмми Шнейдер                                 | Челси Белл                                         |
| 2012 | 1 | Дженнифер Джонс                               | Кейтлин Лоус                             | Джилл Оффисер                                 | Дон Эскин                                          |
| 2012 | 2 | Келли Скотт                                   | Бет Искью                                | Джессика Мэйр                                 | Лейни Питерс                                       |
| 2013 | 1 | Дженнифер Джонс                               | Кейтлин Лоус                             | Элисон Кревьязак                              | Дон Эскин                                          |
| 2013 | 2 | Рэйчел Хоман                                  | Джина Шредер                             | Джилл Оффисер                                 | Лейни Питерс                                       |
| 2014 | 1 | Рэйчел Хоман                                  | Эмма Мискью                              | Элисон Кревьязак                              | Тэри Лейк                                          |
| 2014 | 2 | Челси Кэри                                    | Шерри Андерсон                           | Sherri Singler                                | Morgan Court                                       |
| 2015 | 1 | Стефани Лоутон                                | Кейтлин Лоус                             | Джилл Оффисер                                 | Дон Макьюэн                                        |
| 2015 | 2 | Дженнифер Джонс                               | Лори Олсон-Джонс                         | Стефани Шмидт                                 | Лиза Уигл                                          |
| 2016 | 1 | Дженнифер Джонс                               | Кейтлин Лоус                             | Джилл Оффисер                                 | Дон Макьюэн                                        |
| 2016 | 2 | Челси Кэри                                    | Ashley Howard                            | Liz Fyfe                                      | Сара Поттс (Северная Онтарио)                      |
| 2017 | 1 | Рэйчел Хоман                                  | Эмма Мискью                              | Джоанн Кортни                                 | Blaine de Jager                                    |
| 2017 | 2 | Челси Кэри                                    | Шеннон Алексик                           | Сара Уилкс                                    | Лиза Уигл                                          |
| 2018 | 1 | Дженнифер Джонс (84%)                         | Cary-Anne McTaggart (87%)                | Джилл Оффисер (90%)                           | Дон Макьюэн (94%)                                  |
| 2018 | 2 | Трэйси Флёри (83%) (Северная Онтарио)         | Шэннон Бёрчард (87%)                     | Jessie Scheidegger (88%)                      | Raunora Westcott (89%)                             |
| 2019 | 1 | Рэйчел Хоман (84%) · ( Онтарио)               | Эмма Мискью (84%) · ( Онтарио)           | Jen Gates (83%) · ( Северное Онтарио)         | Дон Макьюэн (89%) · ( Канада)                      |
| 2019 | 2 | Криста Маккарвилл (82%) · ( Северное Онтарио) | Кендра Лилли (82%) · ( Северное Онтарио) | Джоанн Кортни (83%) · ( Онтарио)              | Сара Поттс (87%) · ( Северное Онтарио)             |
| 2020 | 1 | Рейчел Хоман (85%) · ( Онтарио)               | Вал Свитинг (84%) · ( Манитоба)          | Шэннон Бёрчард (85%) · ( Манитоба)            | Лиза Уигл (86%) · ( Онтарио)                       |
| 2020 | 2 | Керри Эйнарсон (85%) · ( Манитоба)            | Эмма Мискью (82%) · ( Онтарио)           | Джоанн Кортни (83%) · ( Онтарио)              | Рашель Браун (89%) · ( Канада)                     |
| 2021 | 1 | Керри Эйнарсон · ( Канада)                    | Валери Свитинг · ( Канада)               | Шэннон Бёрчард · ( Канада)                    | Лиза Уигл · ( Манитоба)                            |
| 2021 | 2 | Рэйчел Хоман · ( Онтарио)                     | Селена Ньегован (↗↖CTRS-1)               | Джоселин Петерман · ( Манитоба)               | Джоанн Кортни · ( Онтарио)                         |
| 2022 | 1 | Керри Эйнарсон (86%) · ( Канада)              | Вал Свитинг (88%) · ( Канада)            | Шэннон Бёрчард (82%) · ( Канада)              | Бриан Мейлё (87%) · ( Канада)                      |
| 2022 | 2 | Селена Ньегован (81%) (↗↖CTRS-1)              | Сара Уилкс (81%) (↗↖CTRS-3)              | Эшли Сиппала (80%) · ( Северное Онтарио)      | Кэрри Галуша (86%) · ( Северо-Западные территории) |
| 2023 | 1 | Керри Эйнарсон (83%) · ( Канада)              | Вал Свитинг (86%) · ( Канада)            | Шэннон Бёрчард (86%) · ( Канада)              | Сара Поттс (88%) · ( Северное Онтарио)             |
| 2023 | 2 | Рейчел Хоман (82%) · ( Онтарио)               | Лора Уокер (84%) (↗↖CTRS-1)              | Эмма Мискью (85%) · ( Северное Онтарио)       | Бриан Харрис (88%) · ( Канада)                     |
| 2024 | 1 | Рейчел Хоман (91%) (↗↖CTRS-1)                 | Трэйси Флёри (89%) (↗↖CTRS-1)            | Эмма Мискью (86%) (↗↖CTRS-1)                  | Кристин Карвацки (89%) · ( Канада)                 |
| 2024 | 2 | Керри Эйнарсон (82%) · ( Канада)              | Karlee Burgess (84%) (↗↖CTRS-2)          | Шэннон Бёрчард (84%) · ( Канада)              | Сара Уилкс (89%) (↗↖CTRS-1)                        |
| 2025 | 1 | Рейчел Хоман (85.0%) · ( Канада)              | Трэйси Флёри (88.2%) · ( Канада)         | Sarah Koltun (86.8%) · ( Британская Колумбия) | Samantha Fisher (93.3%) · ( Британская Колумбия)   |
| 2025 | 2 | Лори Сен-Жорж (79.7%) · ( Квебек)             | Валери Свитинг (87.4%) (↗↖CTRS-Э)        | Джоселин Петерман (84.4%) (↗↖CTRS-Л)          | Кристин Карвацки (89.6%) (↗↖CTRS-Э)                |

### Приз имени Мардж Митчелл за спортивное мастерство
(см. Приз имени Мардж Митчелл за спортивное мастерство)